# Juan Alfonso de Polanco
Juan Alonso de Polanco (Burgos, 1517 – Roma, 21 dicembre 1576) è stato un gesuita spagnolo.

## Biografia
Polanco nacque da un'importante famiglia di Burgos e, probabilmente, tra i suoi antenati c'erano anche ebrei convertitisi al cattolicesimo: studiò filosofia a Parigi e si stabilì poi a Roma dove svolse l'incarico di scrittore apostolico.
Entrò tra i gesuiti nel 1541 e riprese gli studi a Padova. Nel 1547 venne eletto segretario della Compagnia di Gesù, incarico che mantenne anche sotto i suoi successori Diego Laínez e, almeno per un certo periodo, Francesco Borgia. Ebbe un ruolo importante nella stesura delle costituzioni della Compagnia e ne curò la versione in latino da sottoporre all'esame della Santa Sede.
È autore di una monumentale Vita Ignatii Loiolae et rerum Societatis Jesu historia.